# Dinah Shore
Dinah Shore, właśc. Frances Rose Shore (ur. 29 lutego 1916 w Winchester w stanie Tennessee, zm. 24 lutego 1994 w Beverly Hills) – amerykańska piosenkarka i aktorka.
Pochodziła z rodziny żydowskich emigrantów z Rosji. W dzieciństwie chorowała na polio. Ukończyła socjologię na Uniwersytecie Vanderbilt w Nashville. W 1938 przeniosła się do Nowego Jorku. Pierwszych nagrań dokonała z Xavierem Cugatem. W 1943 debiutowała w filmie „Thank Your Lucky Stars”. W 1948 zaśpiewała piosenkę Buttons & Bows, która przyniosła jej sławę. 
Prowadziła własny program telewizyjny. Zajmowała się też fotografią, malowaniem i gotowaniem. 
Zmarła 24 lutego 1994 roku w swym domu w Beverly Hills. Przyczyną śmierci był nowotwór.